# Aérospatiale Epsilon
L'Aérospatiale Epsilon (conosciuto anche come TB-30) è un addestratore basico, progettato e costruito dall'azienda aeronautica francese Aérospatiale. È un monomotore ad ala bassa a 2 posti in tandem. Può svolgere anche il ruolo di addestratore per il volo strumentale e acrobatico.

## Storia del progetto
Il piccolo aereo francese venne progettato nella seconda metà degli anni settanta, dalla SOCATA, un'azienda del gruppo Aérospatiale. Il nuovo modello fu designato TB-30 e fu sviluppato con la collaborazione dell'Armée de l'air, che in quel periodo era alla ricerca di un velivolo dai costi di esercizio contenuti, da assegnare all'addestramento di base dei suoi piloti.
L'Epsilon si presenta come un aereo di concezione abbastanza semplice e non più attuale; ha avuto uno sviluppo travagliato, con modifiche aerodinamiche alle ali, ai piani di coda e l'introduzione di una pinna ventrale.
Il progetto originario venne affinato nel corso di parecchi anni con una cellula interamente metallica dalla vita di non meno di 10.000 ore di vita operativa.
Il suo abitacolo di concezione "tipo aviogetto" è dotato di un'avionica capace di soddisfare l'intera gamma dell'addestramento al volo, compresi il volo strumentale e quello acrobatico.
Il prototipo effettuò il primo volo il 22 dicembre 1979 e fu immesso in servizio nel 1984. Al di là di un consistente ordine (150 esemplari)
dall'aeronautica francese, il TB-30 Epsilon non ha incontrato un successo nelle vendite all'estero e gli unici operatori militari sono il Portogallo (con 18 macchine montate sul posto), il Togo (4 esemplari) e il Senegal con 2 aeroplani.

## Utilizzatori
Francia
- Armée de l'air

150 esemplari consegnati tra il settembre 1984 e il 1989. Il 24 settembre 2019, c'è stato l'ultimo volo di uno degli ultimi ancora operativi.
 Portogallo
- Força Aérea Portuguesa

18 TB-30 ordinati nell'ottobre del 1987, con il primo aereo consegnato nel gennaio del 1989 ed i restanti aerei prodotti e forniti dall'azienda portoghese OGMA.
 Senegal
- Armée de l'air du Sénégal

6 TB-30 ex Armée de l'Air ricevuti tra il 2014 ed il 2019.
 Togo
- Force aérienne togolaise

3 TB-30 ordinati nel giugno del 1984 e tutti consegnati entro il 1986.

### Riviste
- "Directory: World's Air Forces". Flight International, 11–17 November 2008, pp. 52–76.
- Hoyle, Craig.   "Directory: World Air Forces". (archiviato dall'url originale il 22 luglio 2013). Flight International, Vol. 178, No. 5257, 14–20 September 2010, pp. 26–53.
- Jackson, Paul. "Epsilon ... The Tractable Trainer from Tarbes". Air International, Volume 32, No. 1, January 1987, pp. 7–15. ISSN 0306-5634.